# Destroyed
Destroyed è il decimo album in studio del musicista statunitense Moby. È stato pubblicato il 13 maggio 2011 dalla Mute Records ma il suo titolo, le tracce e l'uscita erano state messe sul sito del compositore già il 15 febbraio 2011. Un libro fotografico con lo stesso nome è stato pubblicato in concomitanza con il disco.

## Registrazione e sonorità
La maggior parte delle registrazioni sono state effettuate durante i tour di Moby. Nella sua stanza d'albergo a causa della sua insonnia iniziò a suonare ed abbozzare i primi pezzi durante la tarda notte. A tal proposito in un'intervista disse: "era come se tutte le persone del mondo stessero dormendo". Egli avrebbe poi ripreso i brani incompleti nel suo appartamento, dove, con la sua collezione di strumenti unici, li avrebbe completati. Richard e i suoi amici Emily Zuzik, Inyang Bassey e Joy Malcolm hanno cantato sul disco. Musicalmente, Moby ha riassunto Destroyed come la "ripartizione melodica della musica elettronica per le città vuote alle due di notte".
Il titolo dell'album ha un senso quando si ascolta la musica dice Moby.
La canzone Rockets era stata pubblicata in precedenza nel 2008 come la tredicesima traccia de A Night in NYC.

## Copertina
La copertina dell'album ritrae un corridoio del LaGuardia Airport: "Il mio volo era in ritardo, così ho deciso di esplorare l'aeroporto. Mi sono imbattuto in un cartello elettronico su cui vi era scritto 'TUTTI I BAGAGLI INCUSTODITI SARANNO DISTRUTTI'. Dal momento che le parole entravano una alla volta, ho aspettato fino a quando è comparsa la parola 'DISTRUTTI' e scattai una foto.".

## Singoli
Era stato rivelato sul sito ufficiale di Richard Hall che il primo singolo estratto dall'album sarebbe stato The Day. Era disponibile in anticipo su iTunes dal 2 aprile ed è stato ufficialmente pubblicato il 9 maggio, insieme a un pacchetto completo di remix.
"The Day è stato scritto in una stanza d'albergo in Spagna, all'alba, quando non dormivo. Era una camera d'albergo bellissima. La canzone l'ho composta con una chitarra acustica e la demo l'ho registrata sul mio telefono, l'ho portata a casa e ho sistemato il tutto con gli apparecchi elettronici nel mio studio". - Moby
Per il singolo successivo, Moby fece un sondaggio sul suo sito web ai fan, chiedendogli di votare la canzone più adatta ad essere messa in commercio singolarmente. Dopo che la votazione si concluse, il singolo scelto fu Lie Down in Darkness, anche se è arrivato terzo, dopo After e Blue Moon
Il 30 agosto, il musicista ha pubblicato sul suo diario un'altra richiesta per il terzo singolo ufficiale. Questa volta i fan potevano solo suggerire i titoli delle canzoni senza superare un sondaggio. Il giorno dopo, Hall ha annunciato attraverso il suo account su Twitter che i singoli che pubblicherà saranno After e The Right Thing, anche se Blue Moon è considerato dagli appassionati come uno dei migliori brani di Moby.
Il primo maggio 2012 The Poison Tree è stato pubblicato come il quinto singolo da Destroyed.

## Tracce
Tutti i brani sono accreditati a Moby, ad eccezione di The Low Hum, co-scritto con Emily Zuzik e Lie Down in Darkness, composto da Hall, Joy Malcolm e Justin Kielty.
1. The Broken Places - 4:10
2. Be the One - 3:29
3. Sevastopol - 4:20
4. The Low Hum - 4:13
5. Rockets - 4:47
6. The Day - 4:32
7. Lie Down in Darkness - 4:25
8. Victoria Lucas - 5:54
9. After - 5:29
10. Blue Moon - 3:30
11. The Right Thing - 4:25
12. Stella Maris - 5:13
13. The Violent Bear It Away - 6:50
14. Lacrimae - 8:05
15. When You Are Old - 2:18

CD bonus
1. The Poison Tree - 4:41
2. Sandpaper - 3:53
3. Breakdown - 3:46
4. Unter Den Linden - 5:02
5. Fortitude - 5:22
6. Washing - 7:57
7. Sweet Dreams - 4:04
8. The Broken Places (Full Length Version) - 5:57
9. Lie Down in Darkness (Basement Studio Version) - 3:48
10. The Day (Orchestral Version) - 3:40
11. Slow - 7:21